# Watervaatstelsel

Anatomie van een zeester
watervaatstelsel met ringkanaal, steenkanaal, watervat, ampullae en buisvoetjes

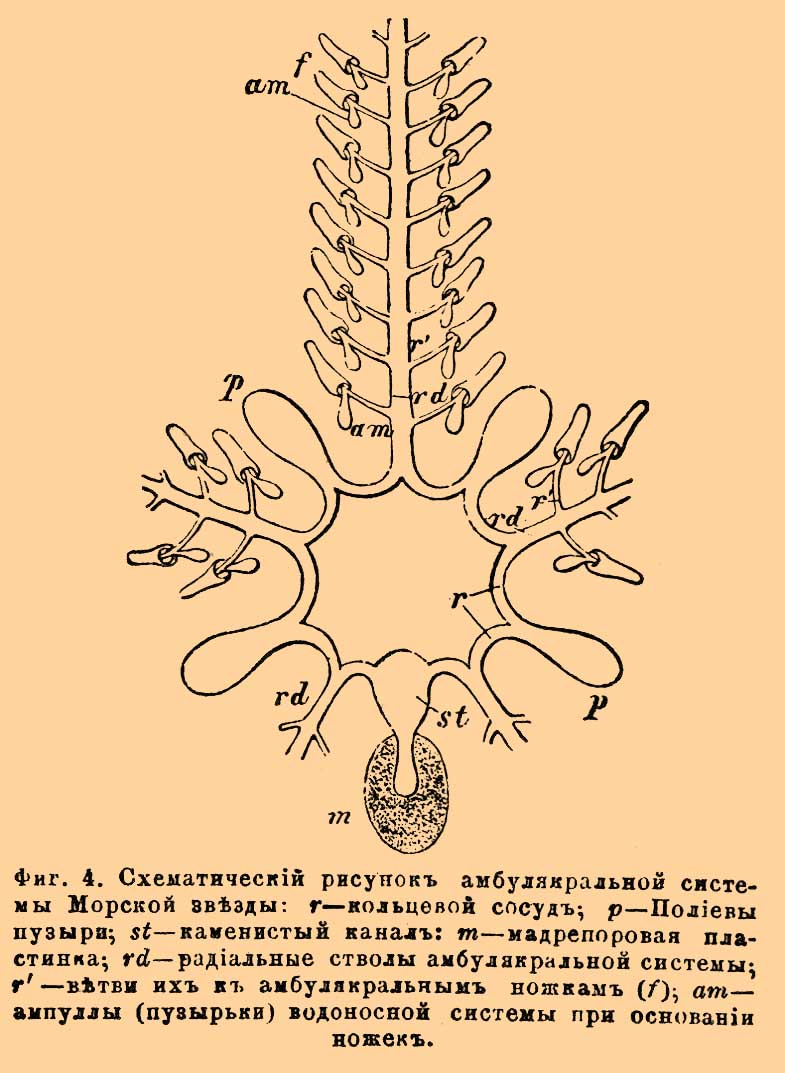
Grondvorm van het watervaatstelsel
r = ringkanaal, rd = radiaalkanaal, r' = lateraal kanaal, am = ampulla, f = podium, st = steenkanaal, m = madreporiet

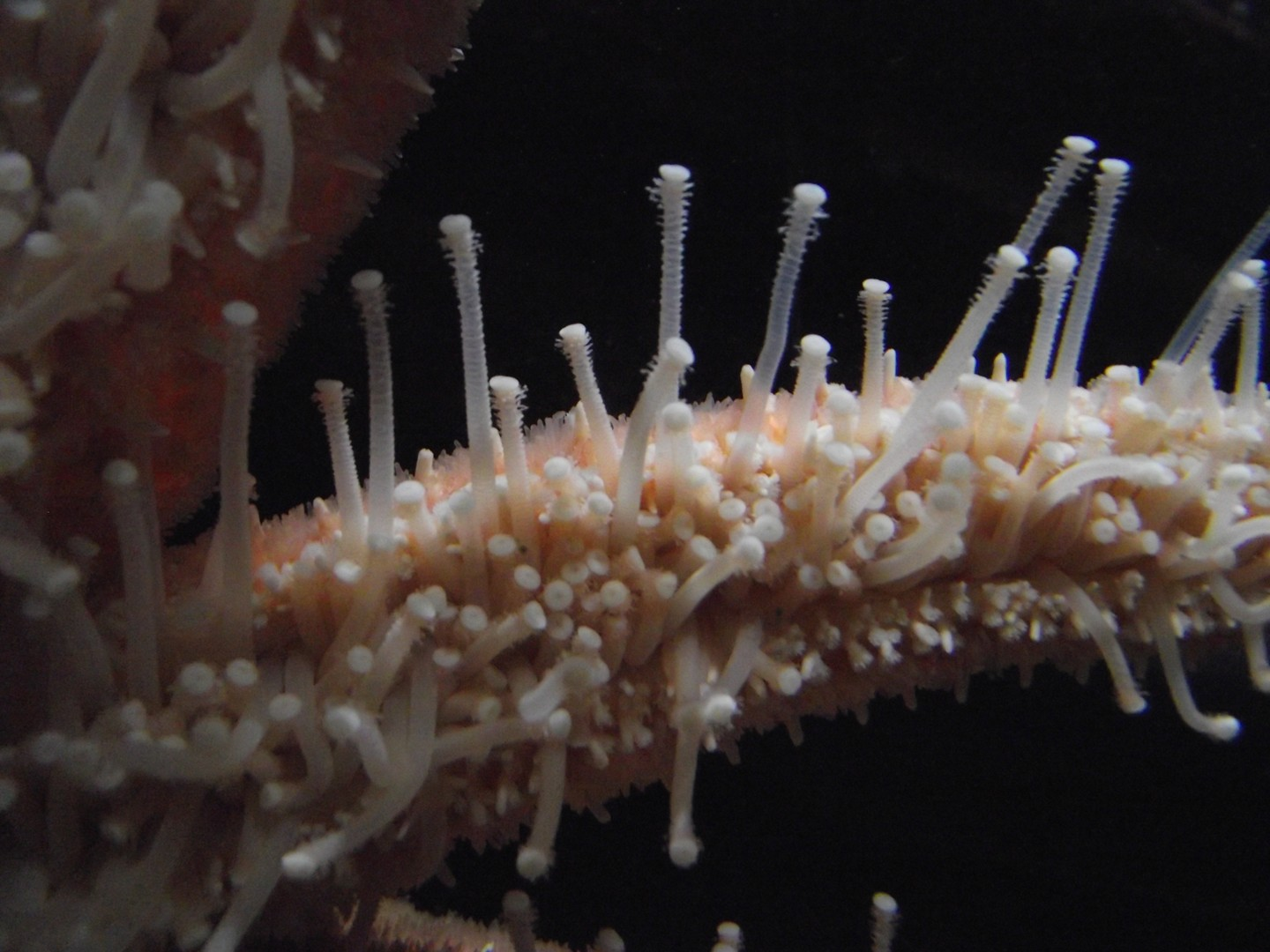
Buisvoetjes op een arm van de Zonnebloemster

Het watervaatstelsel of ambulacraal stelsel is een hydraulisch stelsel van vaten en de daaraan verbonden ampullen en buisvoetjes in het lichaam van stekelhuidigen. Een ambulacraal is een groef in dieren uit de stam van de stekelhuidigen. De functie van het watervaatstelsel is tweeledig. Enerzijds kunnen niet-sessiele stekelhuidigen zich met de buisvoetjes voortbewegen of vasthechten, anderzijds worden de buisvoetjes gebruikt om voedsel te verwerven en naar de mond te transporteren. Daarnaast speelt het systeem een rol in de ademhaling.
De grondvorm van het watervaatstelsel is een ringvormig kanaal rondom de mond, van waaruit zich per arm of per lichaamssegment, denk bij dat laatste aan zee-egels, een radiaal kanaal aftakt. Aan het radiale kanaal zitten op regelmatige afstanden korte laterale kanalen, die eindigen in een ampulla aan de aborale zijde, met daaraan verbonden een podium, een buisvoetje aan de orale zijde. Uit het ringkanaal vertakt minstens één steenkanaal dat op zijn beurt met de madreporiet of zeefplaat is verbonden aan de aborale zijde van het lichaam. Via de madreporiet staat het water in het watervaatstelsel in verbinding met de buitenwereld. Gasuitwisseling verloopt via de buisvoetjes die buiten het lichaam steken, en de ampullae, die op hun beurt gasuitwisseling hebben met de vloeistof in het coeloom, de lichaamsholte.
De werking van het watervaatstelsel is gebaseerd op waterdruk die kan worden veranderd door middel van spieren rondom de ampullae en de podia, en door kleppen in de vaten. Door de ampullae samen te trekken en daardoor de druk erin te verhogen, kunnen de buisvoetjes worden uitgestulpt. Omgekeerd wordt een buisvoetje ingetrokken als de spieren rondom de ampulla verslappen, en die in het buisvoetje samentrekken. Voor de richting waarin de podia bewegen dragen twee spieren zorg die in de lengterichting van het podium liggen.